# Conditional Turn Based
Conditional Turn Based (CTB) è un sistema di combattimento utilizzato principalmente nei Giochi di ruolo giapponesi (JRPG). Con questo sistema ogni personaggio ha una serie di azioni che può eseguire durante il suo turno. L'ordine dei turni dei diversi personaggi (alleati o nemici) è deciso automaticamente in base alle caratteristiche dei suddetti personaggi coinvolti nella battaglia (ad esempio la velocità o una particolare abilità).
La durata del turno ha un tempo virtualmente infinito: è il giocatore a decidere quando concluderlo. Finché non sceglie e conferma l'azione che il personaggio deve eseguire, quest'ultimo rimane in attesa, così come il nemico o i nemici. Il CTB è quindi, per sua natura, adatto ad un gioco più ragionato e meno frenetico anche se non necessariamente lento.
È quasi l'opposto del ATB (Active Time Battle), in cui le azioni non avvengono in turni nettamente separati, hanno un tempo di scelta finito e possono quindi sovrapporsi.
Uno dei giochi più famosi che usa il CTB come sistema di combattimento è Final Fantasy X